# جرج هارولد براون
جرج هارولد براون (انگلیسی: George Harold Brown؛ ۱۴ اکتبر ۱۹۰۸ – ۱۱ دسامبر ۱۹۸۷) یک مهندس اهل ایالات متحده آمریکا بود. وی عضو پیوسته انجمن مهندسان برق و الکترونیک بود.
وی همچنین برندهٔ جوایزی همچون مدال ادیسون انجمن مهندسان برق و الکترونیک شده است.